# Actinodaphne obovata
Actinodaphne obovata là loài thực vật có hoa trong họ Nguyệt quế. Loài này được (Nees) Blume miêu tả khoa học đầu tiên năm 1851.